# Salmis härad
Salmis härad var ett härad i Viborgs län. Häradet upplöstes efter fortsättningskriget, eftersom huvuddelen av dess område avträddes till Sovjetunionen.
Ytan (landsareal) var 9002,2 km² 1910; häradet hade 31 december 1908 39.873 invånare med en befolkningstäthet av 4,4 inv/km².

## Ingående kommuner
De ingående landskommunerna var 1910 som följer:
- Impilax, finska: Impilahti
- Kitelä
- Korpiselkä
- Mautsiusaari
- Salmis, finska: Salmi
- Soanlax, finska: Soanlahti
- Suistamo
- Suojärvi

Med undantag av en del av Korpiselkä, som tillföll Tuupovaara i Ilomants härad, avträddes häradets område till Sovjetunionen.